# Beleg van Doornik (1513)
Het Beleg van Doornik door Engelse troepen vond plaats tussen 10 september en 23 september 1513 tijdens de Oorlog van de Liga van Kamerijk. Het beleg eindigde uit op een Engelse inname van de stad.

## Het beleg
Koning Hendrik VIII voerde militaire campagnes in Frankrijk tijdens de Oorlog van de Liga van Kamerijk. Zijn campagnes verliepen voornamelijk succesvol toen hij bij de Slag bij Guinegate (1513) een groot deel van het Franse leger versloeg. Na deze verpletterende overwinning had het Franse leger zich teruggetrokken waarop Hendrik de kans greep om de dichtstbijzijnde steden in te nemen. De Engelsen namen onder andere Terwaan in op 20 augustus en Rijsel op 10 september. Op dezelfde dag werd besloten om Doornik te belegeren.
Doornik viel op 23 september in handen van Hendrik VIII. De verdedigers van Doornik hadden op 11 september huizen voor hun poorten gesloopt en op 13 september hun buitenwijken in brand gestoken. Op 15 september stelde de gemeenteraad een stemming voor om te beslissen of de stad zich voor Frankrijk of het Heilige Roomse Rijk moest verklaren. Deze stemming werd echter geschorst door het stadsbestuur om onderhandelingen met Hendrik VIII aan te gaan.

## Vestingen

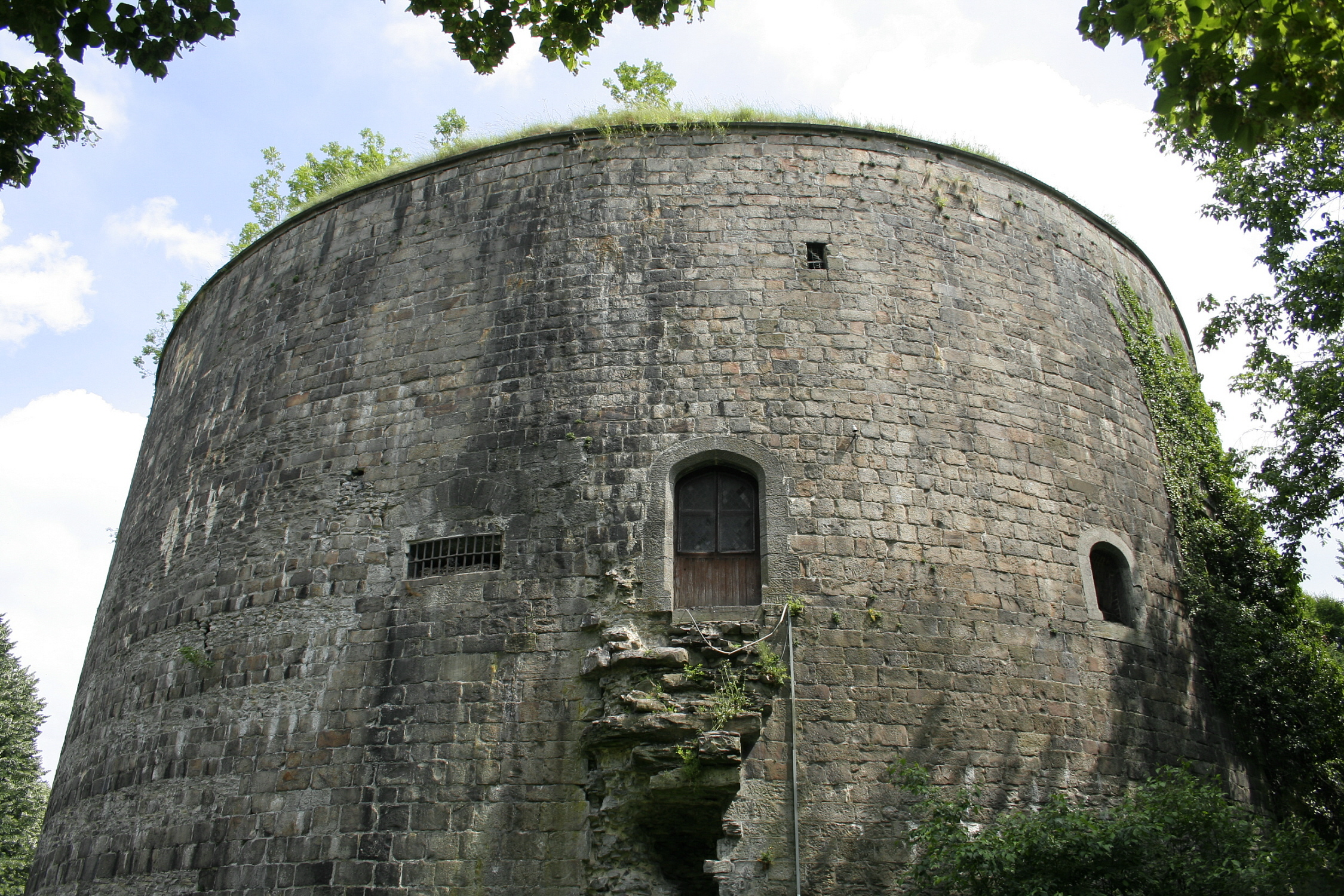
Een overblijfsel van deze vestigingswerken is de Tour Henri VIII, ook wel soms «Grosse Tour » genoemd. Gebouwd ca. 1515.

Doornik bleef in Engelse handen met William Blount als gouverneur. De vestingen en een nieuwe citadel werden tussen augustus 1515 en januari 1518 opgetrokken en hebben ongeveer 40.000 Britse pond gekost. Het werk stopte omdat Hendrik VIII van plan was de stad aan Frankrijk terug te geven. Doornik werd op 4 oktober 1518 bij het Verdrag van Londen teruggegeven. De ongebruikte bouwmaterialen die in Doornik achterbleven werden per boot via Antwerpen naar Calais gestuurd, sommige met Engelse insignes, samen met de twee watermolens. De bouwmethoden in Doornik gebeurden zonder de inbreng van een professionele militaire ingenieur en waren achterhaald, volgens een "in wezen middeleeuwse" opvatting die niet strookte met de Italiaanse innovaties in de vestingbouw.